# Đại Lý, Đài Trung

Vị trí Đại Lý tại Đài Trung

Đại Lý (大里) là một khu (quận) của thành phố Đài Trung, Trung Hoa Dân Quốc (Đài Loan). Tháng 8 năm 2011, quận có diện tích 28,8758, dân số là 199.732 người, mật độ đạt 6916,9 người/km². Quận nằm trên lưu vực sông Đài Trung và phát triển về lĩnh vực nông nghiệp